# 拉氏泪刺毛蟹
拉氏泪刺毛蟹（学名：Dacryopiliumnus rathbunae）为扇蟹科泪刺毛蟹属的动物。分布于日本、印度尼西亚、圣诞岛以及中国大陆的海南岛等地，生活环境为海水，常见于沿岸带珊瑚礁缝中。